# C/2019 T4 (ATLAS)
C/2019 T4 (ATLAS) est une comète du système solaire ayant une trajectoire inclinée et très excentrique, avec une inclinaison de 53,6 degrés et une excentricité de 0,996. Son périhélie se trouve à 5,9 unités astronomiques du Soleil ; il est prévu que la comète y passe le 9 juin 2022.